# Мария Тереза Португальская
Инфанта Мария Тереза Португальская (29 апреля 1793, Ажуда — 17 января 1874, Триест) — принцесса Бейра, старшая дочь короля Португалии Жуана VI и инфанты Карлоты Жоакины Испанской; предполагаемая наследница трона Португалии в 1793—1795 годах до рождения её младшего брата Франческо Антонио.

## Биография

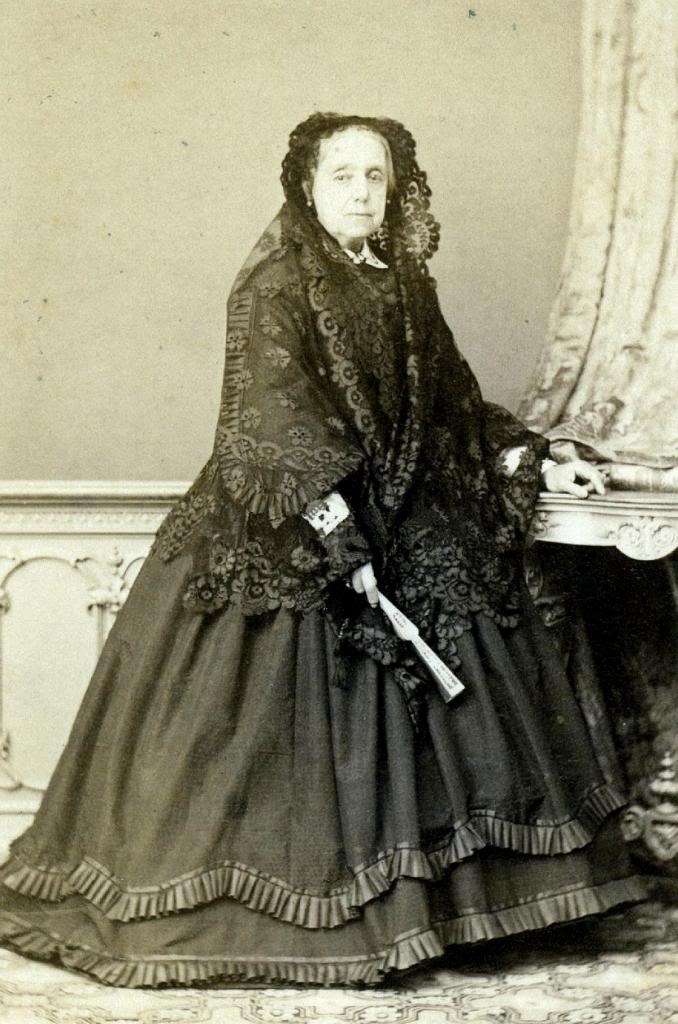
Мария Тереза в последние годы жизни

13 мая 1810 года в Рио-де-Жанейро (куда королевская семья бежала от наполеоновских войн) Мария Тереза Португальская вышла замуж за своего двоюродного брата инфанта Педро Карлоса Испанского и Португальского. Она овдовела 26 мая 1812 года, вскоре после рождения их единственного сына, инфанта Себастьяна Испанского и Португальского (1811—1875).
Мария Тереза была очень консервативна и поддерживала своего младшего брата Мигеля I в его попытках получить трон Португалии (гражданская война 1826—1834 годов), а также своего зятя и дядю инфанта дона Карлоса, графа Молина в его попытках получить престол Испании. В последние годы правления её дяди, короля Испании Фердинанда VII (ум. 1833) Мария Тереза жила в Мадриде и планировала усилить положение дона Карлоса как престолонаследника. Она участвовала в Первой карлистской войне (1833—1839), будучи ведущим сторонником карлистов и церкви. Её сестра Мария Франсишка, титульная королева Испании и жена Карлоса, умерла в 1834 году.
15 января 1837 года испанские кортесы лишили её права на наследование трона Испании на том основании, что она была мятежницей вместе с доном Карлосом. Права её сына Себастьяна также были отозваны, однако в 1859 году он был восстановлен в своих наследственных правах в Испании. По тому же закону сыновья дона Карлоса и брат Терезы Мигел I были исключены из очереди наследования.
В следующем 1838 году она вышла замуж за своего зятя, дядю и давнего союзника инфанта дона Карлоса (1788—1855), которого она считала законным королём Испании; он был вдовцом её младшей сестры Марии Франсишки. Второй брак был бездетным, однако она заботилась о своих пасынках, которые также были её племянниками и кузенами.
Вскоре они покинули Испанию из-за поражения в гражданской войне и больше туда не вернулись. Она умерла в Триесте 17 января 1874 года, пережив своего второго супруга на девятнадцать лет.